# Gole del Nera
Le Gole del Nera sono un'oasi naturale situata in provincia di Terni, esattamente tra Narni e Stifone e si trovano tra il Monte Maggiore e il Monte Santa Rosa. Si tratta di un percorso ciclopedonale, che si snoda lungo l'ex ferrovia Orte - Roma che costeggia il fiume Nera, il quale, proprio a quest'altezza, crea un'ansa dalla particolare concentrazione di minerali nell'acqua dandole colori brillanti come il turchese e il blu cobalto fino a giungere, poi, ad una sorta di piscina naturale: la Mole di Narni, uno dei punti più caratteristici dell'intero percorso.

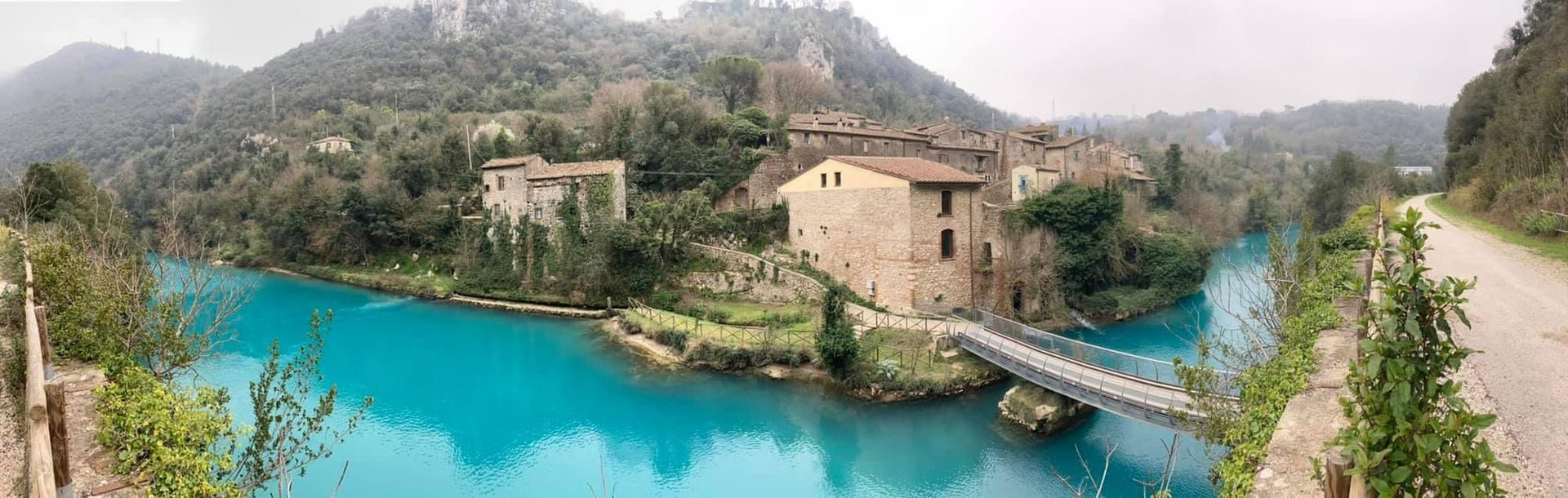
Scorcio sull'abitato di Stifone

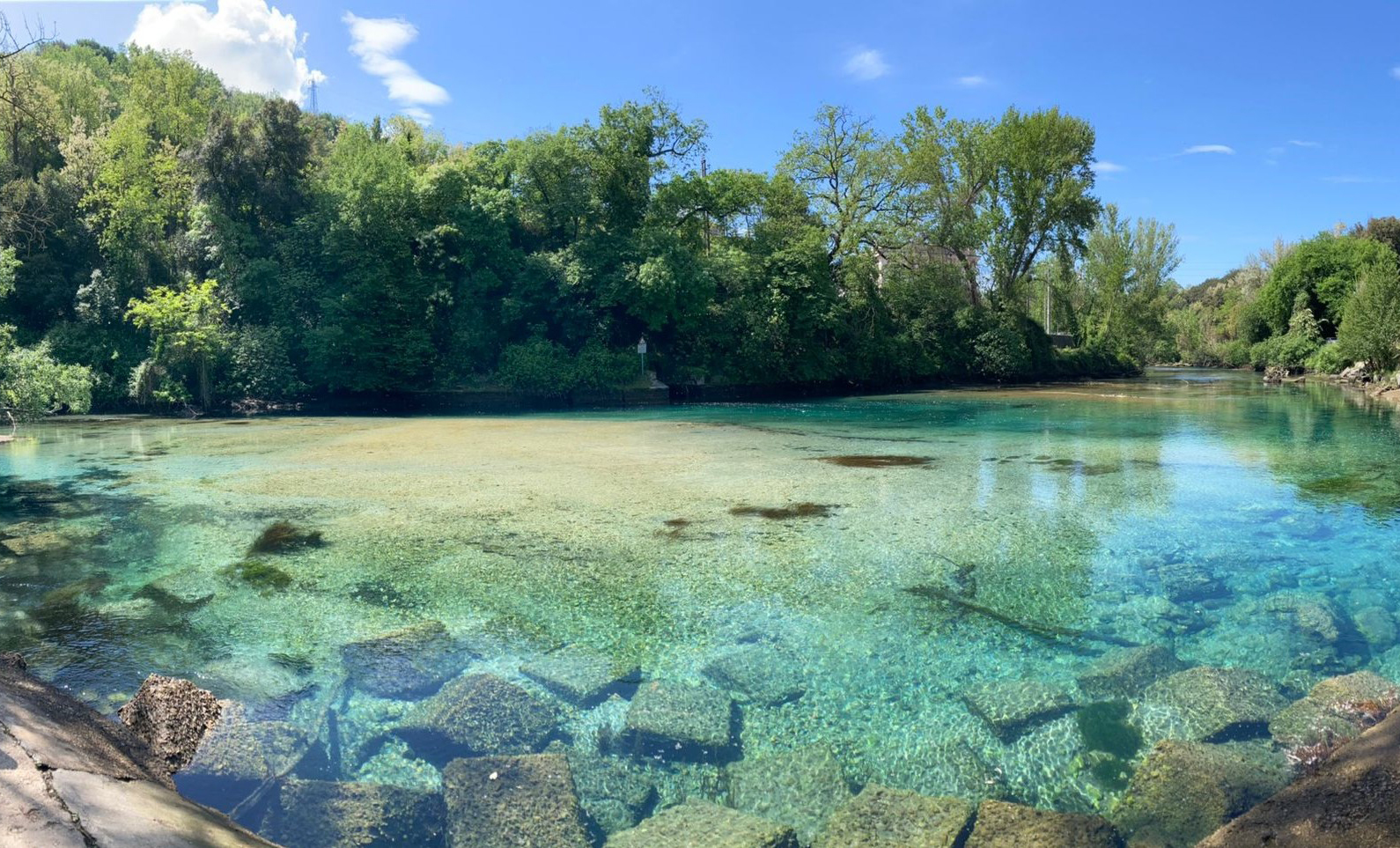
Le Mole di Narni

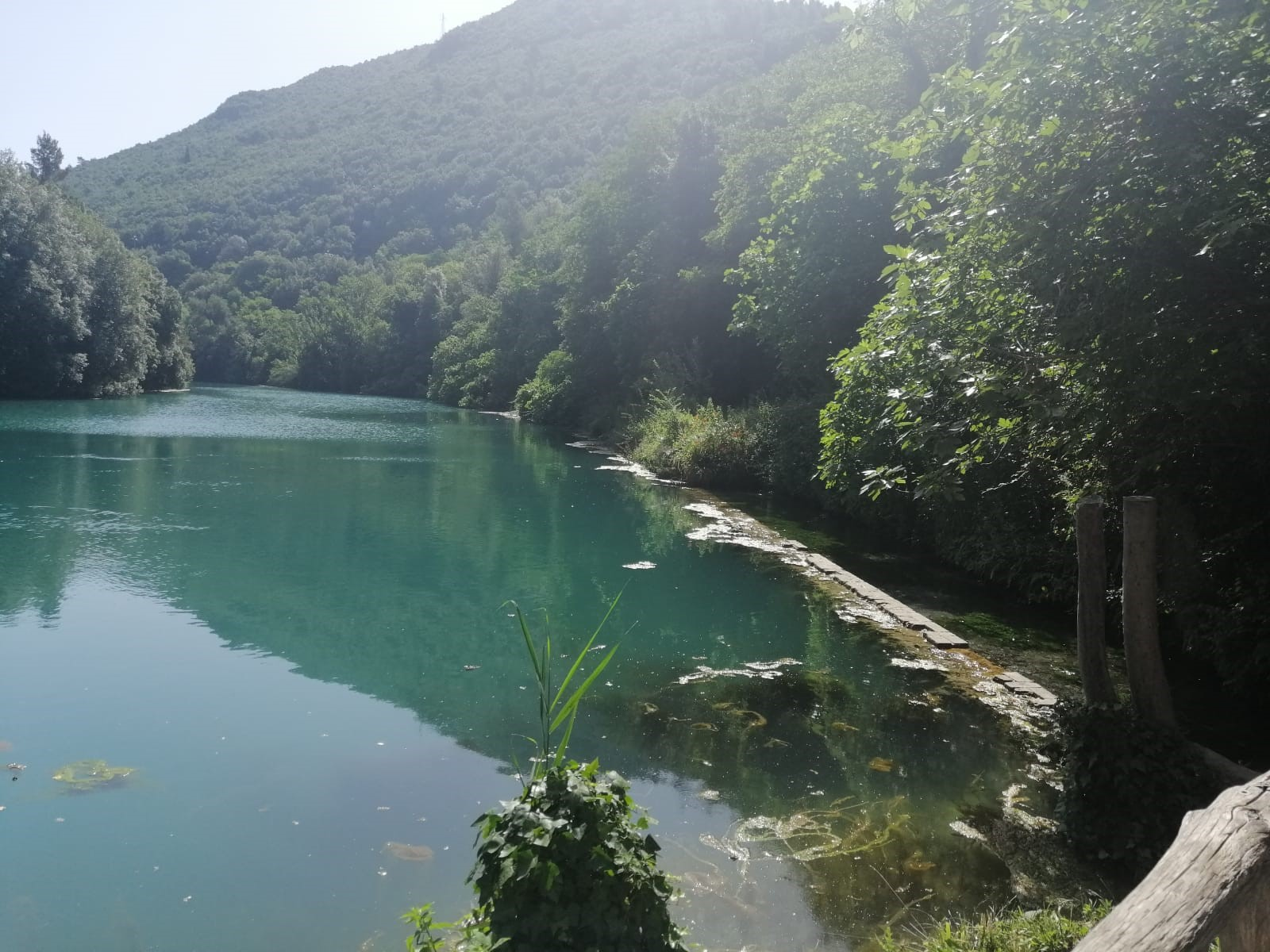
Scorcio delle Gole del Nera

## Paesaggio, flora e fauna
Grazie alla vicinanza con l'oasi naturalistica di San Liberato, le Gole del Nera costituiscono un ecosistema particolarmente ricco ed interessante. Per quanto riguarda la flora, tipica della macchia mediterranea, sono osservabili boschi di leccio e orniello, arbusteti di bosso, formazioni di ginepro e particolari varietà di orchidea selvatica. Per quanto concerne invece la fauna, data la presenza di ambienti diversi quali i boschi o gli ambienti umidi, sono presenti diversi animali quali il colombaccio, il tordo, il merlo, la rana verde, la gallinella d'acqua, il barbagianni, l'istrice, il porciglione e l'usignolo di fiume. Particolarmente interessante è la popolazione di passero solitario annidata sulle pareti rocciose che costeggiano la gola.

## Storia e leggende
Le Gole del Nera, oltre ad essere un percorso naturalistico, costituiscono un percorso storico particolarmente interessante.
Sono presenti, infatti, siti archeologici risalenti al periodo della dominazione romana quali il Ponte d’Augusto ed i resti del porto fluviale e dei cantieri navali di Stifone. Sulle pendici del Monte Santa Croce è ubicata l’abbazia benedettina di San Cassiano (X sec. d.C.).
Tra la fine del ‘700 e per gran parte dell’800, alcuni pittori inglesi, francesi, tedeschi e scandinavi visitarono questi luoghi per dipingere sulle tele la loro bellezza, come nel caso del celebre pittore francese Jean-Baptiste Camille Corot o dell’inglese Joseph Mallord William Turner, che dipinsero più volte il ponte.
Nella seconda parte dell’800 l’area fra Stifone e Montoro ha acquisito particolare importanza per la costruzione delle prime centrali idroelettriche del territorio progettate dall’ingegnere Aldobrando Netti..
- La leggenda di Nera e Velino: di questa leggenda se ne conoscono diverse versioni. La più conosciuta è quella narrata in una novella inedita di Francesco Angeloni del 1632 in cui si racconta che Velino, un semplice pastore, si innamorò di Nera, una ninfa, figlia del dio Appennino, che ricambiava i suoi sentimenti. Giunone, quando venne a sapere della loro relazione, decise di punire la ninfa trasformandola in un fiume. A questo punto Nera, non poté far altro che scorrere nella valle fino al punto in cui aveva incontrato il suo amato, che si disperava a cercarla. Quando una Sibilla disse a Velino della trasformazione di Nera, egli si disperò e si gettò da una rupe trasformandosi nella famosa Cascata delle Marmore, simbolo del loro amore.[4]

## Percorsi turistici
Grazie ad una profonda opera di riqualificazione e alla creazione della pista ciclopedonale inaugurata nel 2016, le Gole del Nera sono divenute negli ultimi anni tappa per tutti i turisti amanti del trekking. Lungo il percorso si trovano diverse fonti naturali: 
- Fonte Santa Rosa: si trova lungo la riva destra del fiume Nera, nello spazio compreso tra quelle che erano le due gallerie della ex ferrovia a circa 2 km dalla partenza del percorso ciclo-pedonale.
- Fonte del Lecinetto: la Fonte ( o sorgente ) del Lecinetto si trova in una grotta sulla riva destra del Nera a circa 3,5 chilometri dalla partenza del percorso ciclo-pedonale delle Gole del Nera.
- Fonte di Stifone: proseguendo lungo il percorso si giunge nel piccolo paese di Stifone, dove sgorga dalle profondità del fiume Nera una sorgente ricca di sali minerali che ha una particolarità, rende l'acqua circostante di un blu intenso.

## Galleria fotografica dei punti salienti del percorso ciclopedonale

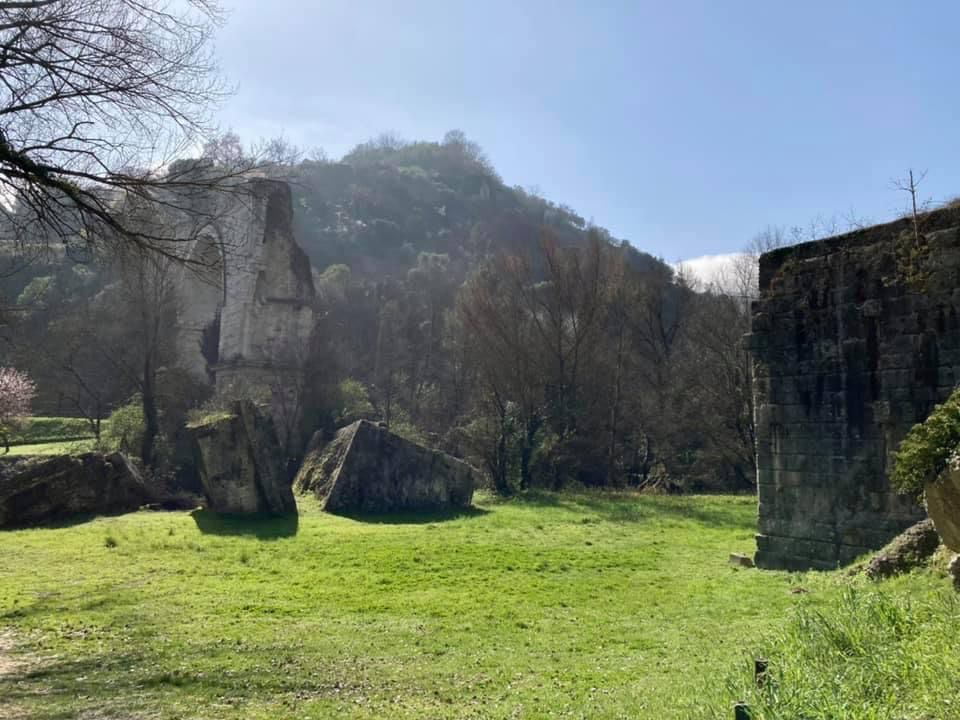
Il Ponte d'Augusto
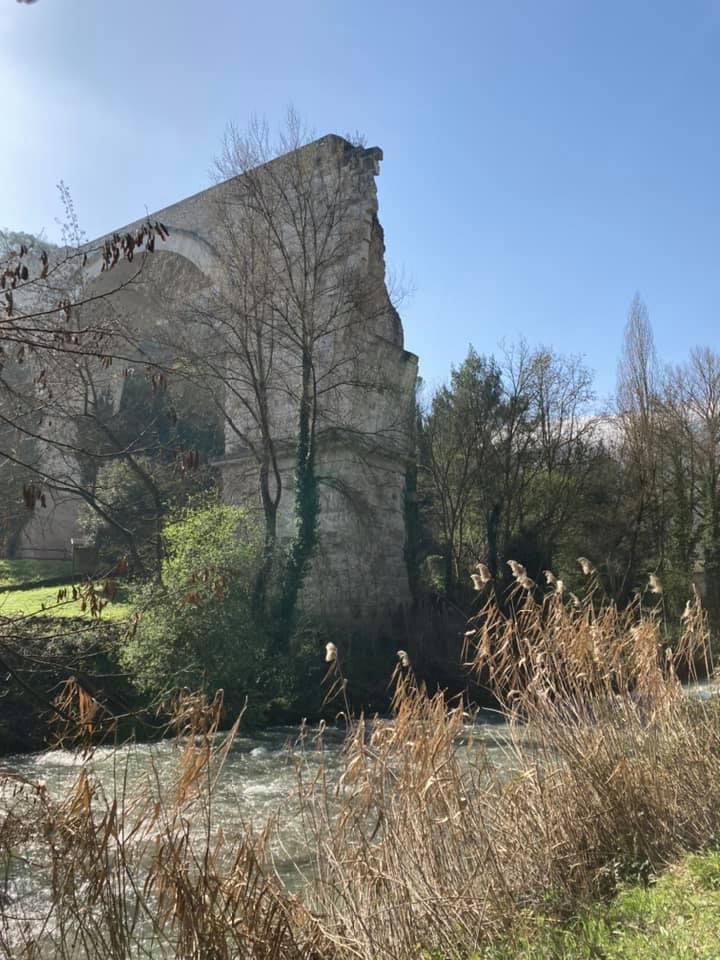
Il ponte d'Augusto, resti dell'arco
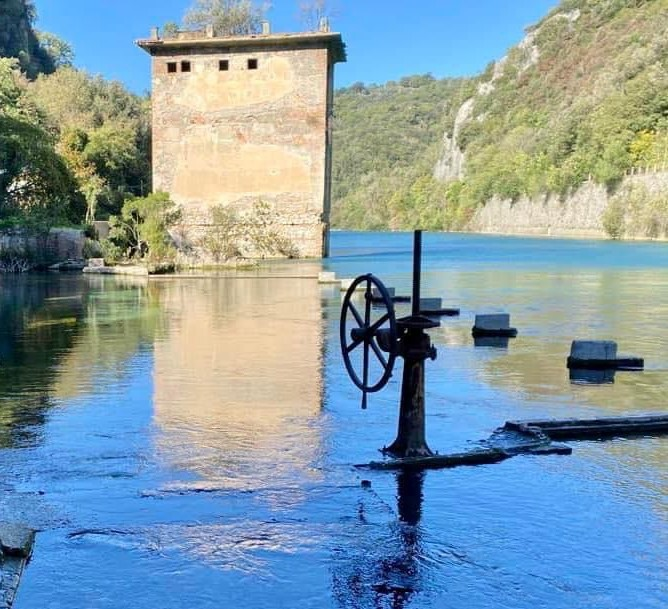
Porto fluviale romano di Stifone
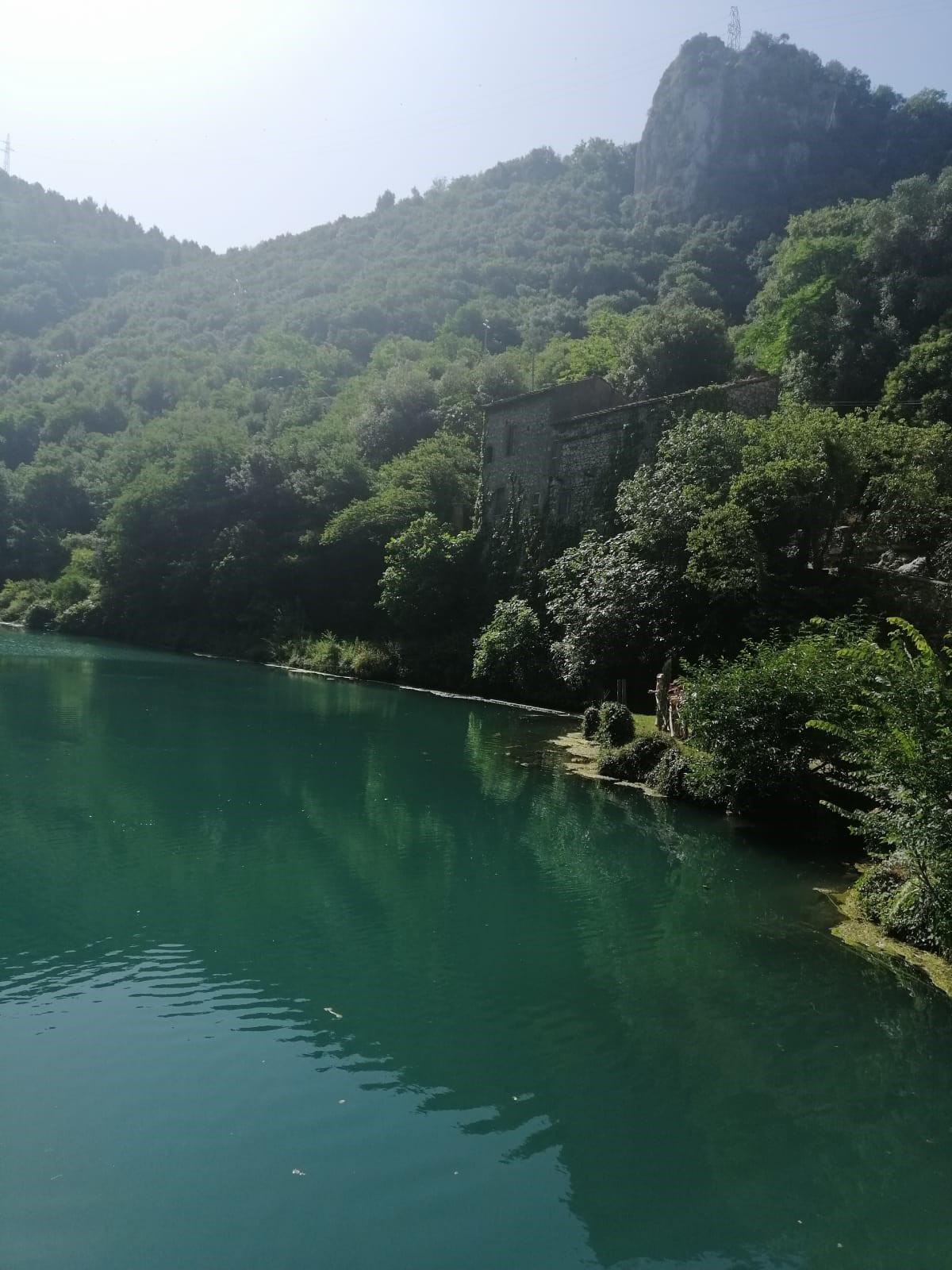
Centrale idroelettrica tra Stifone e Montoro
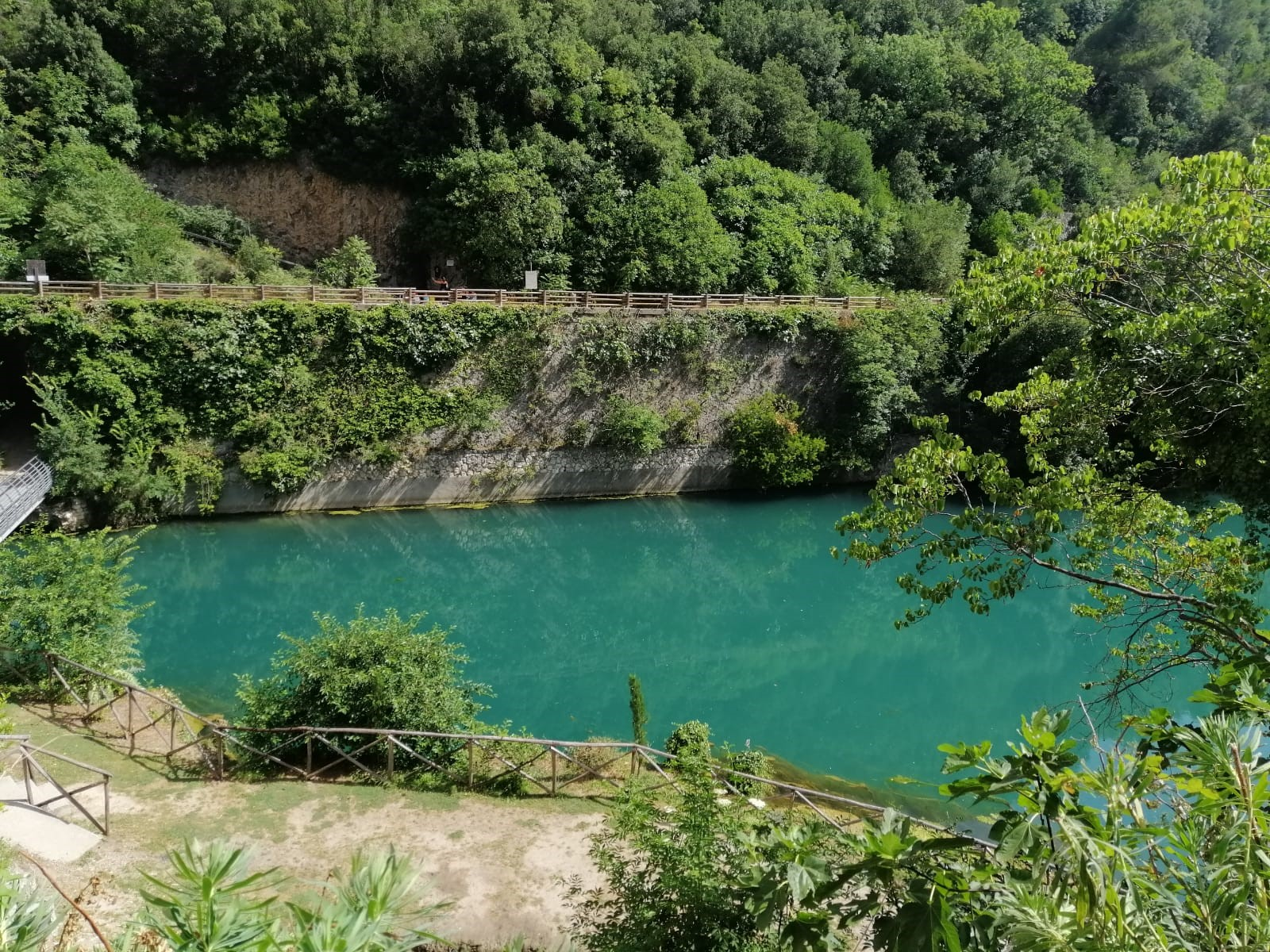
La Mole di Narni
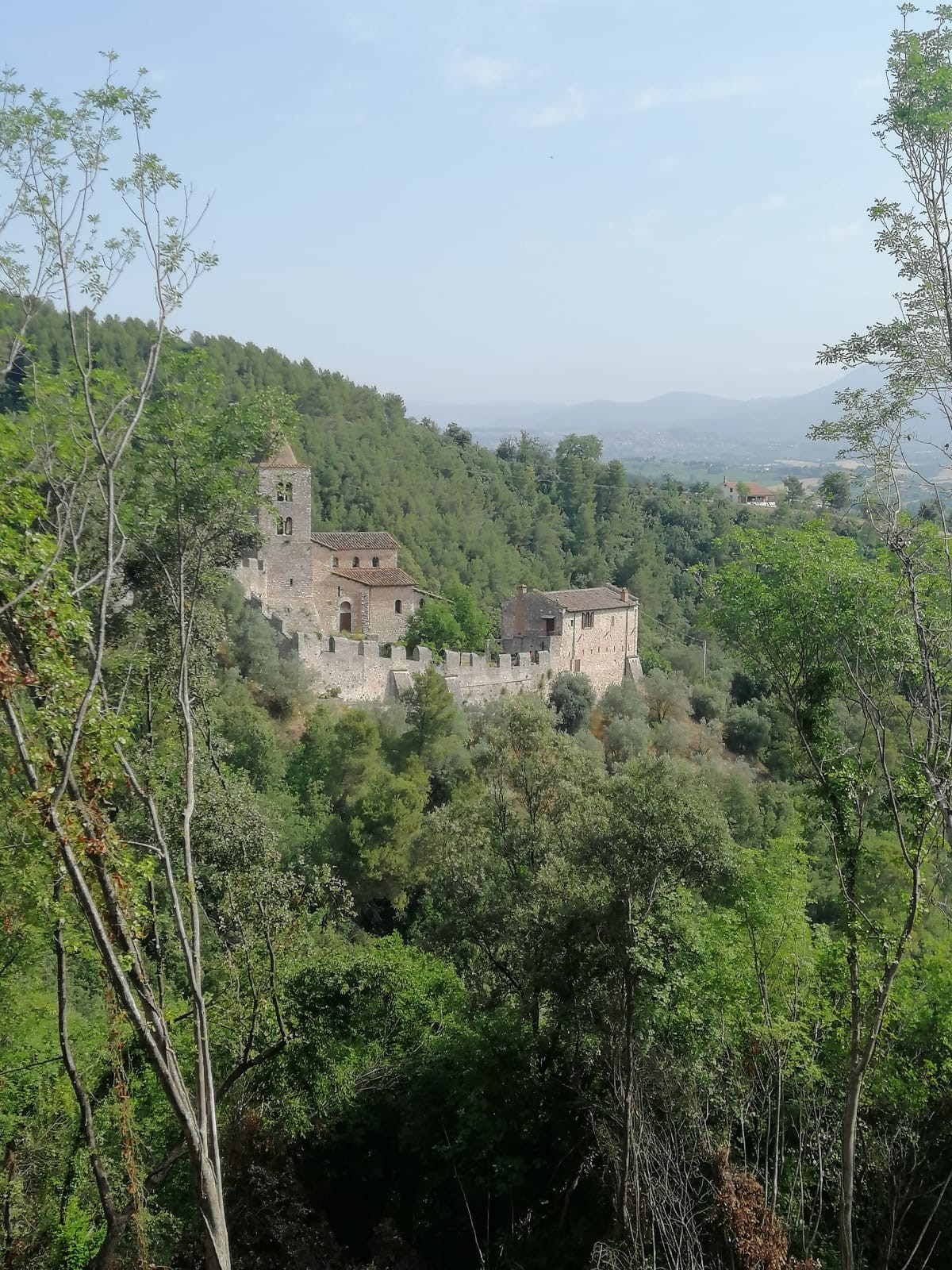
Abbazia di San Cassiano
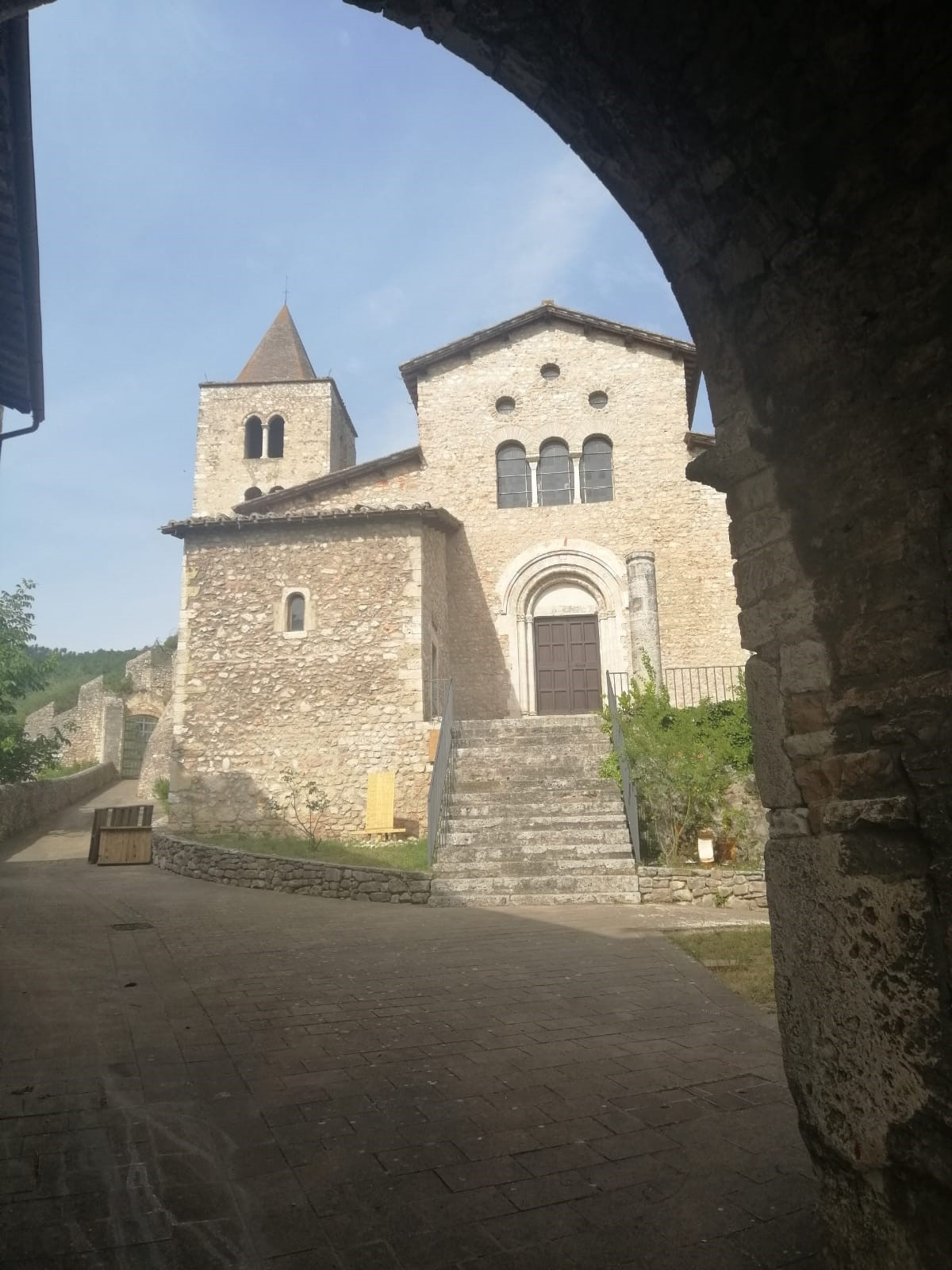
Ingresso dell'abbazia di San Cassiano